# Ortega (kommun)
Ortega är en kommun i Colombia. Den ligger i departementet Tolima, i den centrala delen av landet, 150 km sydväst om huvudstaden Bogotá. Antalet invånare är 33 873. Arean är 946 kvadratkilometer.
Terrängen i Ortega är varierad.